# 白光 (影星)
白光（1921年6月27日—1999年8月27日），原名史永芬，原籍河北涿县，生于北京，1940至1950年代中国著名影星及歌星；因见电影院投射机發出的白光而改艺名“白光”；白光也是1940年代上海歌壇七大歌星之一。
白光演出《荡妇心》（1949年）、《一代妖姬》（1950年）、《玫瑰花开》（1951年）而走红，被称为中国“一代妖姬”，並以磁性女低音风靡歌坛。与女星白虹、白杨合称北平三白:60。
1950年代初，白光退出歌影坛，隐居马来西亚首都吉隆坡。1999年8月27日，因结肠癌在吉隆坡病逝。

## 生平
白光原籍河北省涿县（今涿州市）。父亲曾在商震部队里任军需处长:60。学生时代，白光参加北平沙龙剧团，演出过曹禺名剧《日出》，同台演出的有张瑞芳和石挥，她在剧中扮演小东西。
1937年白光到日本东京女子大学攻读艺术系，后在《东亚平和之道》中担任女主角。
从影以后，改用艺名「白光」。她解释说：“因为我演过话剧之后要拍电影嘛！电影是什么？不是一道白光射在银幕上嘛！好吧，我就叫白光吧。”
白光拍过20多部影片，成名作是《桃李争春》，和陈云裳演对手戏。白光在剧中演反派，一鸣惊人。香港永华公司后来重拍此片，改名《春雷》。
白光個人比较满意的影片是《十三号凶宅》。影片由中电三厂在北平拍摄，男主角是谢添。白光在片中兼饰四角。使白光引以为荣的另一部影片是《荡妇心》，根据俄国作家托尔斯泰的小说《复活》改编，也是第一部在香港西片院线上映的华人影片，连香港总督也捧场。
白光擅演风骚妖媚的坏女人，号称“一代妖姬”、“传奇女子”。
白光亦影亦歌，年青时曾和李香兰同拜日本声乐家三浦环，研习声乐。白光唱歌别具魅力，博得不少歌迷的喜爱，成为1940年代上海歌坛的七大歌星之一（其他6位是周璇、白虹、龚秋霞、姚莉、李香兰、吴莺音）。白光每片必歌。在影片《桃李争春》、《十三号凶宅》、《悬崖勒马》、《626间谍网》中她都亮出了自己的歌喉。

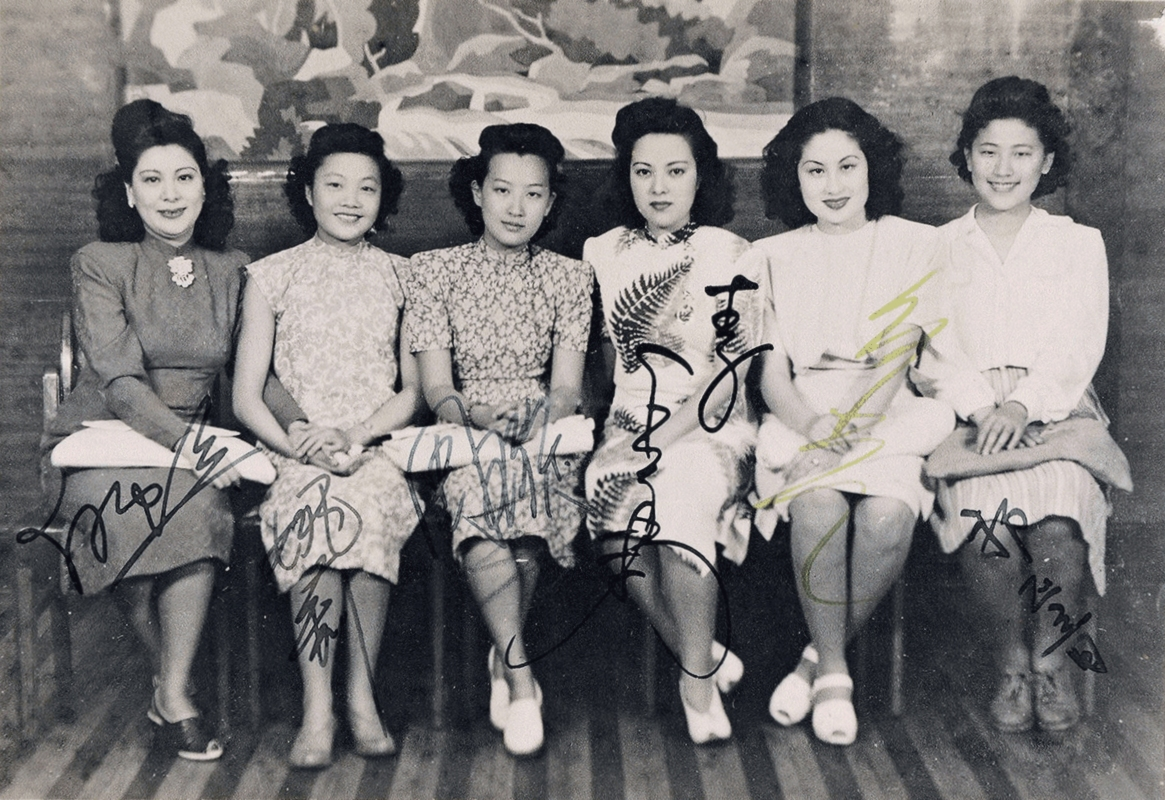
左起为：白虹、姚莉、周璇、李香蘭、白光、祁正音

1948年，白光和龚秋霞联袂主演了一部歌唱片《柳浪闻莺》，白光在该片中一共演唱了7支歌。龚秋霞是女高音，白光是女中音，二人相得益彰。1949年移居香港，創辦電影公司，積極製作和主演電影。
1953年，白光赴日本经商，在东京银座区开设一间夜总会，门庭若市，生意兴隆。后来又回到香港，淡出影坛。自退出演艺圈后，传说纷坛。有的说她疯了，有的说她穷困潦倒，有的说她早已香消玉陨。失踪14年后，白光原来定居於吉隆坡。有人问白光：「为何选择到吉隆坡定居？」白光回答说：“我喜欢马来西亚，它是我前往演出多次留下深刻印象的国家，也习惯了‘四季皆夏，一雨成秋’的气候；而且吉隆坡是个欣欣向荣的大都会。我虽然居住在郊外，到市区逛街也非常方便，不像香港，紧张而繁忙的生活令人感到又腻又怕！
1994年白光赴台参加世界电影资料馆珍藏影片特展，展映的影片中包括白光主演的四部影片：《一代妖姬》、《血染海棠红》、《雨夜歌声》和《玫瑰花开》，更首度接受台視《玫瑰之夜》主持人曾慶瑜專訪。1994年8月6日，上海东方电视台在荧屏上报道著名影星白光赴台湾参加影展活动的消息。这是白光和大陆影迷阔别45年后的首次曝光。
白光在台湾，会晤了阔别多年的老朋友李丽华、姚莉等，感到十分高兴。白光是个念旧的人，近年来相继听到严华、黎锦光去世的消息，悲痛之余，深感人生有如朝霞，生命何其短促。
1994年白光應邀出席香港電台十大中文金曲頒獎典禮擔任頒獎嘉賓，大會中香港著名歌手徐小鳳負責獻花給白光。

## 婚姻
白光被稱為中国影坛「奇女子」，她不仅在水银灯下扮演形骸放荡、遭遇曲折的女子﹔在水银灯外的真实世界，她同樣过着如电影情节般离奇的生活。
她从18岁奉母命初嫁，生下一对儿女後，經歷离婚、订婚、解婚、结婚、再变成不婚的女人。尽管白光在事业上有着非凡成就，但回首人生，白光亦免不了叹息：「我这个人做人失败，得罪不少朋友，婚也结得不好，一路走来，始终没有碰到一个真正爱我的人。」
1969年，白光在吉隆坡登台，遇到比她小19岁的顏良。颜良体贴入微，对白光呵护备至，令白光动心。二人长相厮守30年，跌破影迷眼镜：“问卿究竟何所思？”白光总是以一句“缘分来了，千军万马都挡不住”回答。
1999年8月27日，白光因结肠癌病逝於吉隆坡，享年78岁。颜良遵照白光遗嘱，丧事低调处理，遗体落葬在吉隆坡市郊富贵山庄墓地，落葬时仅有她的胞妹和夫家亲属参加。顏良生肖屬龍，白光又喜歡龍，生前多番建議顏良改名「顏良龍」，因此顏良在白光墓碑具名「永遠愛你的知心人顏良龍」。
1999年11月，EMI百代唱片公司发行《白光纪念专集》，收集《怀念》，《魂萦旧梦》，《期待》， 《春》等白光名曲24首。

## 白光琴墓

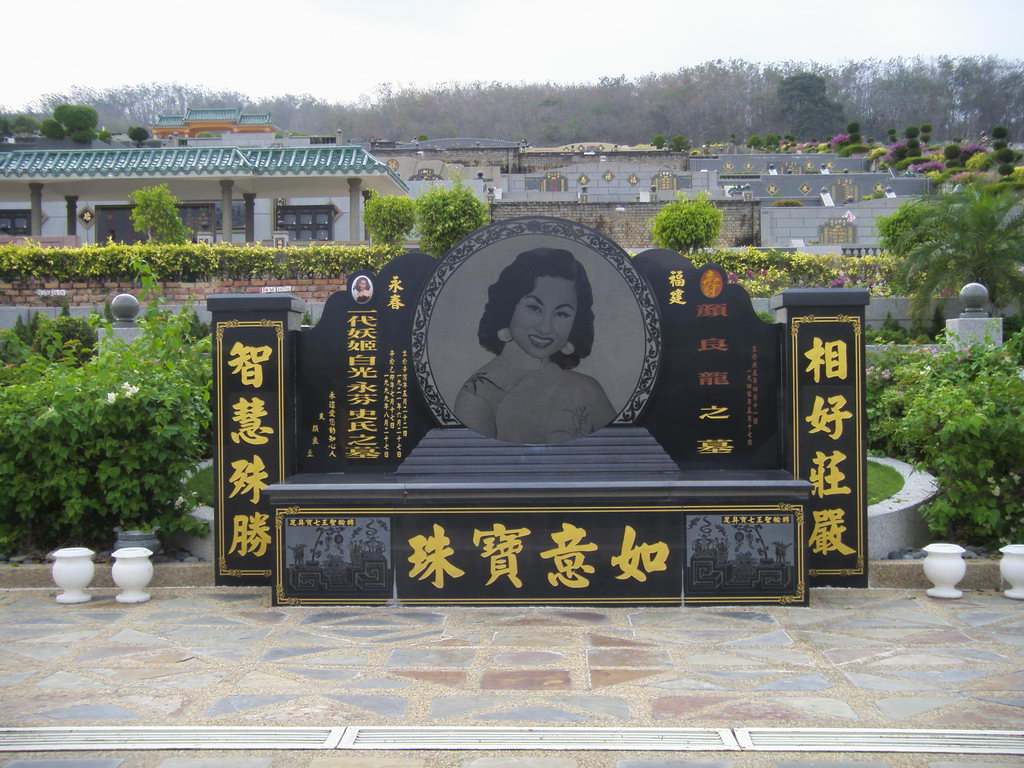
琴墓前放有白光的墓碑

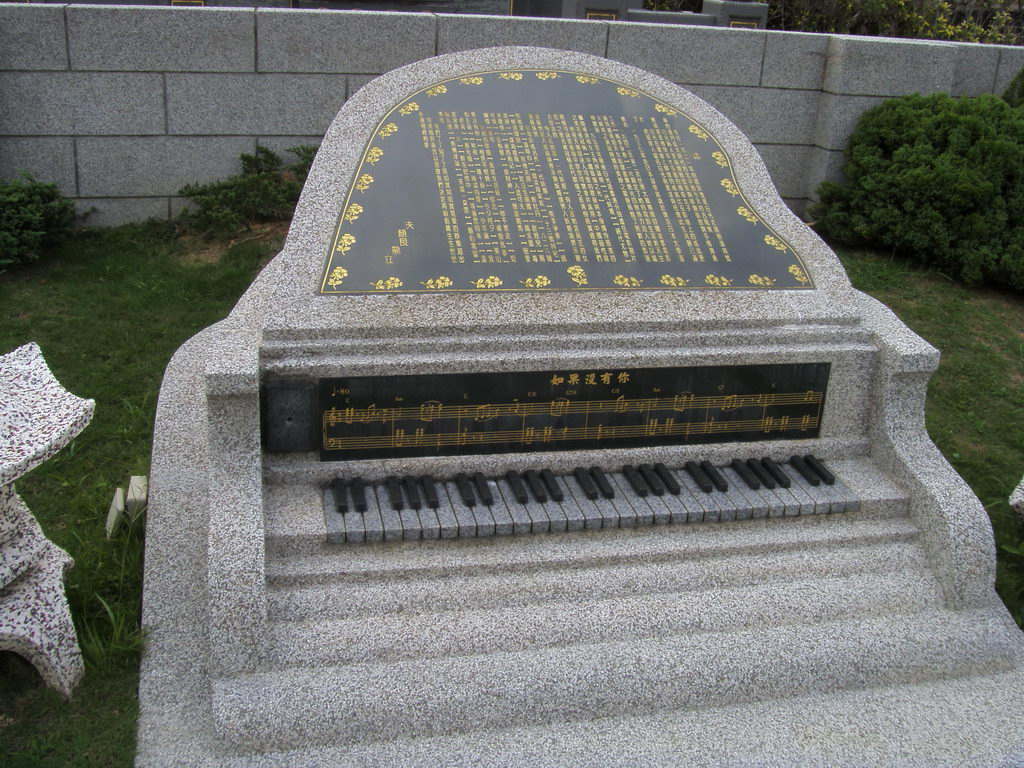
白光墓碑後的琴墓

白光的琴墓在马来西亚士毛月富贵山庄。她的坟墓很特别，一直播放着她的歌声。拾级而上，可以看到一排黑白相间的琴键，上面隽刻着《如果没有你》的五线谱的一段歌。自从白光安葬在富贵山庄的消息传开后，许多歌迷慕名而来，其中不乏中國大陆、香港等地華人歌迷，连德国、丹麦及西班牙的洋人也不惜远道观光。
2000年，白光的陵墓在原地落成，墓地宽敞，占有九个双人墓穴，由中国设计师精心设计，材料也全部从中国进口，整个建筑显得美观而庄严：正中是白光的圆框遗像，靓丽动人的笑容栩栩如生；左首墓碑刻有“一代妖姬白光永芬史氏之墓”，具名是“永远爱你的知心人颜良龙立”；左右用楷体大字雕刻着一幅对联：“相好庄严，智慧殊胜”，下面的横幅是：“如意宝珠”四个大字。
沿着墓旁的石级而上，就可以看到在一块黑色的大理石上雕刻着墓志铭，墓志铭由她的夫君亲自撰写。内容节录如下：
|              | 生于一九二一年的歌影双星白光，走过动荡与繁华的岁月，从大时代的北平到今天的吉隆坡。白光为人至直，够风度、够帅、够豪放、够勇敢，是位传奇女子。白光在歌坛辉煌的成就比在影坛的成就更大，虎留皮，人留名，白光一直没有枉费此生，其愿已满。白光一九三七年赴日本留学，就读于东京日本大学音乐系，一九四二年第二次世界大战期间从事电影工作。《桃李争春》一片奠定了她的电影生涯，她天生丽质，貌美妙乐，艳光四射，魅力迫人。她以炉火纯青之演技与独特美妙之歌声风靡了无数的影迷和歌迷。一九五零年，战后的白光返香港分别担任电影制片、编剧、导演和女主角，赢得‘一代妖姬’、‘绝代尤物’之名，被冠为‘中国艺坛之光’……我们决定再续前缘，生生永远相亲相爱。 |
| ——夫颜良龙立 | |

墓志铭下面铸有一排黑白相间的琴键，琴键上端刻有《如果没有你》的五线谱一行，那是因为白光生前曾经表示，在她演唱过的众多的歌曲中，《如果没有你》是她最喜爱的一首。如果按动石级上的琴键，立即会传出白光的悦耳动听的歌声：“如果没有你，日子怎么过？我的心也碎，我的事也不能做……”这一自动播放歌典的装置是特邀一位外国工程师设计，在当地尚属首创。
墓地四周种植了各种花草，并摆放了石桌和石椅。白光之墓建成后，前往凭吊和参观者络绎不绝—“琴墓”，就此成为吉隆坡的一处名人遗迹和文化景点。
2000年，当白光逝世一周年之际，各地的“白迷”（影迷和歌迷）聚集在位于富贵山庄的白光墓地，深情地举行了“魂萦旧梦怀念白光”的追悼会，表达了他们对白光的永远的怀念。

## 代表作
- 电影：《（日片）》、《桃李爭春》、《紅豆生南國》、《戀之火》、《十三號凶宅》、《懸崖勒馬》、《蝴蝶夢》、《柳浪闻莺》、《六二六間諜網》、《人盡可夫》、《諜海雄風》、《蕩婦心》、《血染海棠紅》、《一代妖姬》、《玫瑰花開》、《雨夜歌聲》、《結婚二十四小時》、《（日片）》、《新西廂記》、《歌女紅菱艷》、《鮮牡丹》、《接財神》等
- 歌曲：《懷念》、《秋夜》、《春》、《今夕何夕》、《如果沒有你》、《假正經》、《嘆十聲》、《東山一把青》、《葡萄美酒》、《魂縈舊夢》、《等著你回來》、《戀之火》、《小花》、《向王小二拜年》、《期待》、《寒夜的街燈》、《桃李爭春》、《四季想郎》、《莫負今宵》、《少年嶺》、《等待著》、《我是浮萍一片》、《相見不恨晚》、《何處是兒家》、《狂戀》、《我是女菩薩》、《牆》、《天邊一朵雲》、《金剛鑽》、《醉在你的懷中》、《東亞民族進行曲》、《（日語）※奥山彩子・李香蘭合唱》、《（日語）》、《（日語）》等。

但是白光收录了 4张专辑
第一专辑
白光纪念特辑 怀念
1 怀念
2 魂萦旧梦
3 期待
4 春
5 寒夜的街灯
6 等着你回来
7 狂恋
8 秋夜
9 假正经
10 桃李争春
11 四季想郎
12 今夕何夕
13 小花
14 我是女菩萨
15 莫负今宵
16 等我心上人
17 墙
18 葡萄美酒
19 我是浮萍一片
20 等待着
21 相见不恨晚
22 少年岭
23 何处是儿家
24 如果没有你
第二专辑
黄金老歌金典系列 白光
1 如果没有你
2 等着你回来
3 假正经
4 秋夜
5 墙
6 黄昏
7 天边一朵云
8 今晚且流连
9 醉在你怀中
10 四季歌
11 春光曲
12 山歌
13 秃子溺坑
14 彷徨的心
15 爱似浮云
16 狂恋
17 何处是儿家
18 我是女菩萨
19 小花
20 葡萄美酒
21 四季想郎
22 纯洁的爱
第三专辑 群星会22
1 如果没有你
2 假正经
3 秋夜
4 魂萦旧梦
5 相见不恨晚
6 等着你回来
7 寒夜的街灯
8 今夕何夕
9 我是女菩萨
10 东山一把青
11 叹十声
12 山歌
13 送情歌
14 秃子溺坑
15 向王小二拜年
16 爱似浮云
17 黄昏
18 天边一朵云
19 往事如烟
20 醉在你怀中
21 春光曲
22 四季歌
23 接财神
24 今晚且流连

## 白光之星
- 白光之星：香港星光大道第22星。
- 1965年，徐小凤参加香港之莺歌唱比赛，凭一曲白光的《恋之火》登上了冠军宝座，并得了唱片合约，故徐小凤出道时有“小白光”之称号。

## 獲獎
- 第32屆金馬獎的酒會上，當屆主席邱復生頒發了一個特別獎給白光[2]